# The 20/20 Experience - 2 of 2
The 20/20 Experience – 2 of 2 este al patrulea album de studio al artistului american Justin Timberlake. A fost lansat pe 27 septembrie 2013 de către RCA Records. Este considerat a doua jumătate a proiectului, fiind completat de al treilea lui album de studio, The 20/20 Experience (2013). Primul single al albumului, Take Back the Night, a fost lansat pe 12 iulie 2013. Tot în data lansării albumului The 20/20 Experience – 2 of 2 s-a lansat și un album de compilație intitulat The 20/20 Experience – The Complete Experience. De la lansarea albumului, The 20/20 Experience – 2 of 2 a primit păreri mixte din partea criticilor muzicali.
Albumul, făcând parte din The 20/20 Experience – The Complete Experience, a fost nominalizat pentru premiul Grammy pentru Cel mai bun album pop.

## Lista pieselor
| Ediția standard |                                    |                                                                         |                                   |         |  |
| Nr.             | Titlu                              | Autor(i)                                                                | Producător(i)                     | Lungime |  |
| 1.              | „Gimme What I Don't Know (I Want)” | Justin Timberlake Timothy Mosley Jerome „J-Roc” Harmon James Fauntleroy | Timbaland Timberlake Harmon       | 5:15    |  |
| 2.              | „True Blood”                       | Timberlake Mosley Harmon                                                | Timbaland Timberlake Harmon       | 9:31    |  |
| 3.              | „Cabaret” (feat. Drake)            | Timberlake Mosley Aubrey Graham Harmon Fauntleroy Daniel Jones          | Timbaland Timberlake Harmon Jones | 4:32    |  |
| 4.              | „TKO”                              | Timberlake Mosley Harmon Fauntleroy Barry White                         | Timbaland Timberlake Harmon       | 7:04    |  |
| 5.              | „Take Back the Night”              | Timberlake Mosley Harmon Fauntleroy                                     | Timbaland Timberlake Harmon       | 5:53    |  |
| 6.              | „Murder” (feat. Jay Z)             | Timberlake Mosley Shawn Carter Harmon Fauntleroy                        | Timbaland Timberlake Harmon       | 5:07    |  |
| 7.              | „Drink You Away”                   | Timberlake Mosley Harmon Fauntleroy                                     | Timbaland Timberlake Harmon       | 5:31    |  |
| 8.              | „You Got It On”                    | Timberlake Mosley Harmon Fauntleroy                                     | Timbaland Timberlake Harmon       | 5:55    |  |
| 9.              | „Amnesia”                          | Timberlake Mosley Harmon Fauntleroy Jones                               | Timbaland Timberlake Harmon Jones | 7:04    |  |
| 10.             | „Only When I Walk Away”            | Timberlake Mosley Harmon Fauntleroy Amedeo Minghi                       | Timbaland Timberlake Harmon       | 7:05    |  |
| 11.             | „Not a Bad Thing”                  | Timberlake Mosley Harmon Fauntleroy                                     | Timbaland Timberlake Harmon       | 5:08    |  |
| 12.             | „Pair of Wings” (piesă secretă)    | Timberlake                                                              | Timberlake                        | 6:02    |  |
| Lungime totală: | Lungime totală:                    | Lungime totală:                                                         | Lungime totală:                   | 74:25   |  |

| Versiunea deluxe (Disc 2) |                 |                                     |                             |         |  |
| Nr.                       | Titlu           | Autor(i)                            | Producător(i)               | Lungime |  |
| 13.                       | „Blindness”     | Timberlake Robin Tadross Fauntleroy | Rob Knox Timberlake         | 4:48    |  |
| 14.                       | „Electric Lady” | Timberlake Mosley Harmon Fauntleroy | Timbaland Timberlake Harmon | 4:20    |  |
| Lungime totală:           | Lungime totală: | Lungime totală:                     | Lungime totală:             | 9:08    |  |

## Topuri
| Topuri (2013)                            | Poziție de top |
| ---------------------------------------- | -------------- |
| Australian Albums (ARIA)                 | 4              |
| Austrian Albums (Ö3 Austria)             | 8              |
| Belgian Albums (Ultratop Flanders)       | 5              |
| Belgian Albums (Ultratop Wallonia)       | 15             |
| Canadian Albums (Billboard)              | 1              |
| Danish Albums (Hitlisten)                | 2              |
| Dutch Albums (MegaCharts)                | 4              |
| Finnish Albums (Suomen virallinen lista) | 21             |
| French Albums (SNEP)                     | 12             |
| German Albums (Media Control)            | 4              |
| Hungarian Albums (MAHASZ)                | 26             |
| Irish Albums (IRMA)                      | 3              |
| Japanese Albums (Oricon)                 | 19             |
| New Zealand Albums (Recorded Music NZ)   | 3              |
| Norwegian Albums (VG-lista)              | 2              |
| Polish Albums (ZPAV)                     | 14             |
| Portuguese Albums (AFP)                  | 9              |
| Spanish Albums (PROMUSICAE)              | 22             |
| Swedish Albums (Sverigetopplistan)       | 8              |
| Swiss Albums (Schweizer Hitparade)       | 2              |
| UK Albums (OCC)                          | 2              |
| US Billboard 200                         | 1              |
| US Top R&B/Hip Hop Albums (Billboard)    | 1              |

| Topuri (2013)                         | Poziție |
| ------------------------------------- | ------- |
| Belgian Albums Chart (Flanders)       | 95      |
| Belgian Albums Chart (Wallonia)       | 200     |
| US Billboard 200                      | 40      |
| US Digital Albums (Billboard)         | 25      |
| US Top R&B Albums (Billboard)         | 3       |
| US Top R&B/Hip-Hop Albums (Billboard) | 13      |

## Certificații
| Regiune | Certificări | Vânzări   |
| --- | ----------- | --------- |
| Canada (Music Canada) | Platină     | 80,000^   |
| Regatul Unit (BPI) | Argint      | 60,000^   |
| Statele Unite (RIAA) | Platină     | 2,000,000 |
| *cifrele de vânzări sunt bazate pe un singur certificat ^cifrele cargo sunt bazate pe un singur certificat xcifrele nespecificate sunt bazate pe un singur certificat |             |           |

## Datele lansării
| Țara         | Data               | Ediția   | Format | Casa de discuri | Ref.   |
| ------------ | ------------------ | -------- | ------ | --------------- | ------ |
| Australia    | 27 septembrie 2013 | Deluxe   | CD     | Sony            | [ 35 ] |
| Germania     | 27 septembrie 2013 | Standard | CD LP  | Sony            | [ 36 ] |
| Germania     | 27 septembrie 2013 | Deluxe   | CD     | Sony            | [ 37 ] |
| Canada       | 30 septembrie 2013 | Standard | LP     | Sony            | [ 38 ] |
| Canada       | 30 septembrie 2013 | Deluxe   | CD     | Sony            | [ 39 ] |
| Franța       | 30 septembrie 2013 | Standard | CD LP  | Sony            | [ 40 ] |
| Franța       | 30 septembrie 2013 | Deluxe   | CD     | Sony            | [ 41 ] |
| Regatul Unit | 30 septembrie 2013 | Standard | CD LP  | RCA             | [ 42 ] |
| Regatul Unit | 30 septembrie 2013 | Deluxe   | CD     | RCA             | [ 43 ] |
| SUA          | 30 septembrie 2013 | Standard | CD LP  | RCA             | [ 44 ] |
| SUA          | 30 septembrie 2013 | Deluxe   | CD LP  | RCA             | [ 45 ] |
| Italia       | 1 octombrie 2013   | Standard | CD     | Sony            | [ 46 ] |
| Italia       | 1 octombrie 2013   | Deluxe   | CD     | Sony            | [ 47 ] |
| Polonia      | 1 octombrie 2013   | Standard | CD LP  | Sony            | [ 48 ] |
| Asia         | 9 octombrie 2013   | Limited  | CD     | Sony            | [ 49 ] |